# Animal Magnetism
Albums de Scorpions
Lovedrive
(1979) Blackout
(1982)
Singles
1. Make It Real
Sortie : 31 mars 1980
2. The Zoo
Sortie : 25 août 1980
3. Lady Starlight
Sortie : 1980
4. Only a Man
Sortie : 1980  uniquement
5. Hey You
Sortie : 1980  uniquement

Animal Magnetism est le septième album studio du groupe allemand de hard rock, Scorpions. Il est sorti le 31 mars 1980 sur le label EMI/Harvest en Europe et Mercury en Amérique du Nord et a été produit par Dieter Dierks.

## Historique
Cet album, bien que n'ayant pas été accueilli aussi positivement par les critiques que les précédents, trouvera un grand succès parmi les fans et sera surtout le premier grand succès du groupe aux États-Unis, où il sera certifié d'abord disque d'or puis disque de platine. L’album contient en effet quelques classiques du groupe les plus connus : Make It Real chanson hard rock typique des Scorpions, et The Zoo, l’un des titres préférés des fans et souvent joué en concert.
Quant à la pochette à nouveau controversée (mélange de machisme et d'érotisme sous-jacent, elle représente une jeune femme agenouillée devant un homme tournant le dos, un chien à ses côtés), elle est l'œuvre des artistes pop art britanniques du studio Hipgnosis.
Cet album se classa à la 12e place des charts allemands, à la 23e des charts britanniques et à la 52e place du Billboard 200 aux États-Unis.

## Inspiration
Cet album trouve son inspiration principale dans l'expérience américaine du groupe, lors de leur première tournée aux États-Unis en 1979 (partageant l'affiche avec les plus grands groupes hard du moment comme Van Halen ou Deep Purple, Scorpions remplit les plus grands stades et attire les foules). De ce point de vue, la chanson The Zoo, plantant son décor dans la fameuse 42e rue de New York, en est l'exemple parfait. Cette chanson devient rapidement une des plus populaires des Scorpions et sort en single, ainsi que le classique Make It Real.
L’œuvre Lady Starlight est aussi une musique très appréciée, elle sera reprise pour un album avec l'orchestre philharmonique de Berlin.

## Enregistrement
Enregistré à Cologne de décembre 1979 à février 1980, Animal Magnetism s'est fait dans la hâte (la chanson Hold Me Tight est née lors des sessions de studio), ce qui se ressent à l'écoute de l'opus, moins abouti que les précédents albums du groupe, « sale et animalistique » disait Rudolf Schenker. Don't Make No Promises est la première chanson signée par Matthias Jabs. Les cordes et les cuivres sur la ballade Lady Starlight, l'une des plus belles chansons de l'album, furent arrangés par l'Américaine Allan Macmillian, et les parties orchestrales furent enregistrées en février 1980 aux Manta Sound Studios de Toronto, au Canada. 
La sortie de l'album est suivie d'une longue tournée mondiale, à l'issue de laquelle Klaus Meine aura une extinction de voix. Pour plus de détails, voir Blackout.

## Liste des titres
| 1. | Make It Real                                  | Herman Rarebell       | Rudolf Schenker | 3:50 |
| 2. | Don't Make No Promises (Your Body Can't Keep) | Rarebell              | Matthias Jabs   | 2:55 |
| 3. | Hold Me Tight                                 | Rarebell, Klaus Meine | R. Schenker     | 3:57 |
| 4. | Twentieth Century Man                         | Meine                 | R. Schenker     | 3:00 |
| 5. | Lady Starlight                                | Meine                 | R. Schenker     | 6:18 |

| 6. | Falling in Love  | Rarebell        | Rarebell    | 4:10 |
| 7. | Only a Man       | Rarebell, Meine | R. Schenker | 3:35 |
| 8. | The Zoo          | Meine           | R. Schenker | 5:32 |
| 9. | Animal Magnetism | Rarebell, Meine | R. Schenker | 6:00 |

| 10. | Hey You (chant par Rudolf Schenker) | Rarebell, Meine | R. Schenker | 4:29 |

| 10. | Hey You (chant par Rudolf Schenker)                    | Meine, Rarebell     | Schenker    | 3:48 |
| 11. | Animal Magnetism (demo version)                        | Meine, Rarebell     | Schenker    | 4:30 |
| 12. | American Girls (demo song)                             | Meine               | Schenker    | 3:29 |
| 13. | Get Your Love (demo version of "Heroes Don't Cry")     | Meine               | Schenker    | 3:42 |
| 14. | Restless Man (demo version of "Twentieth Century Man") | Meine               | Schenker    | 3:18 |
| 15. | All Night Long (demo song)                             | Meine, Uli Jon Roth | Meine, Roth | 4:59 |

## Composition du groupe
- Klaus Meine: chants
- Rudolf Schenker - guitare rythmique, guitare solo sur les titres 3, 4, 5 & 9, guitare acoustique, chant principal sur Hey You, chœurs
- Matthias Jabs - guitare solo, Talkbox sur The Zoo, guitare slide sur Animal Magnetism, chœurs
- Herman Rarebell - batterie, percussions
- Francis Buchholz - basse

## Charts et certifications

### Album
Charts album
| Pays         | Durée du classement | Meilleur classement | Date             |
| ------------ | ------------------- | ------------------- | ---------------- |
| Allemagne    | 25 semaines         | 12e                 | 2 juin 1980      |
| Belgique (W) | 2 semaines          | 137e                | 14 novembre 2015 |
| Canada       | 7 semaines          | 76e                 | 19 juillet 1980  |
| États-Unis   | 21 semaines         | 52e                 | 5 juillet 1980   |
| Royaume-Uni  | 6 semaines          | 23e                 | 10 mai 1980      |
| Suède        | 2 semaines          | 37e                 | 27 juin 1980     |

Certifications
| Pays       | Certification | Ventes      | Date             |
| ---------- | ------------- | ----------- | ---------------- |
| Canada     | Or            | 50 000 +    | 1er février 1985 |
| États-Unis | Platine       | 1 000 000 + | 28 octobre 1991  |

### Singles
| Single       | Chart            | Durée du classement | Position | Date              |
| ------------ | ---------------- | ------------------- | -------- | ----------------- |
| Make It Real | UK Singles Chart | 2 semaines          | 72e      | 7 juin 1980       |
| The Zoo      | UK Singles Chart | 1 semaine           | 75e      | 20 septembre 1980 |